# Euprotomicroides
Euprotomicroides is een monotypisch geslacht van kraakbeenvissen uit de familie van de valse doornhaaien (Dalatiidae).

## Soort
- Euprotomicroides zantedeschia Hulley & Penrith, 1966 – Staartlichtdwerghaai